# Fremmed blod
Fremmed blod är en norsk dokumentärfilm från 2021 i regi av Marte Hallem. Filmen skildrar den skogsfinska kulturen och olika levnadsöden för olika skogsfinnar i den svensknorska gränstrakten. Därtill ställer dokumentärfilmen flera olika frågor rörande förhållandet mellan oss själva och det vi anser vara främmande.